# Passamuntanyes

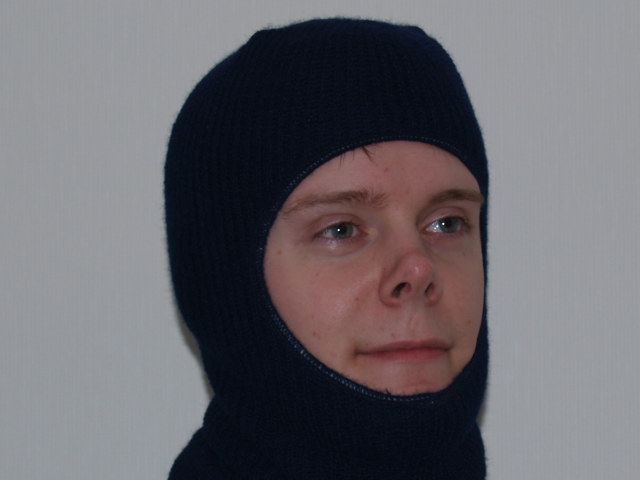
Noi amb passamuntanyes

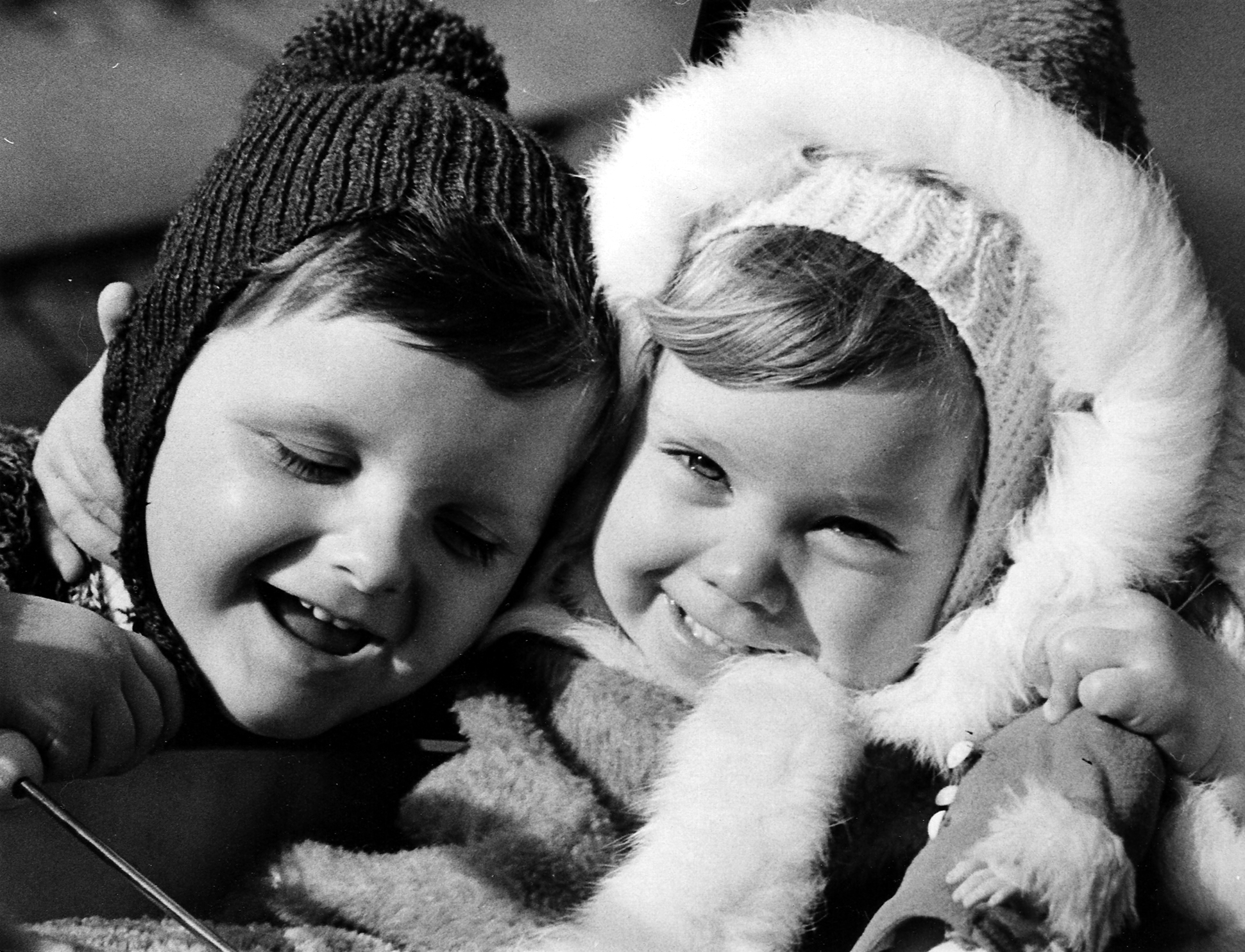
Nens amb passamuntanyes

Un passamuntanyes és una lligadura de tela gruixuda o de punt que tapa el coll, les orelles i part de la cara, per defensar-se del fred i del vent. Als anys setanta del segle XX van estar molt de moda els de colors, sovint amb ratlles o motius hivernals, sobretot per als infants. S'utilitzen molt a la muntanya, amb ulleres de sol. Les versions que tapen tota la cara (excepte els ulls, o de vegades la boca) s'han utilitzat també per a ocultar la identitat de qui el porta, per exemple per part de delinqüents o de militars. Per a aquest darrer ús sembla que hi ha consens a utilitzar el color negre.